# 吕培俭
吕培俭（1928年8月—），江苏省洪泽县人，中国人民大学工业经济函授专修科毕业，大专学历。1944年11月加入中国共产党，是中共第十二、十三、十四届中央委员会委员。曾任中国人民银行行长，国家审计署审计长等职。

## 早年经历
吕培俭是战争年代，在中共军队中培养出来的财务干部。1944年7月，他在淮北苏皖边区淮宝县中学毕业后，即参加新四军；并在新四军第四师供给部会计训练队学习。此后，吕培俭曾在新四军第四师供给部、华中军区供给部工厂管理处、华东军区供给部被服第二总厂担任会计工作。1948年，又被安排到华东野战军随营军政干部学校学习。学习结束后，吕培俭就在中国人民解放军第三野战军工作；后历任三野财经工作队组长，豫皖苏区财经办事处计政科组长，三野后勤部工作队分队长、区队长等职。

## 中共建政后
中华人民共和国建国后，吕培俭一直在财经部门工作；并历任华东军政委员会财政部审计、组长、副科长，财政部经建财务司副科长、科长、副处长、处长；财政部办公厅机要办公室副主任、主任，办公厅副主任，财政业务组副组长、工业交通商业财务司副司长等职；于1978年5月，升任财政部副部长。
1982年4月15日，吕培俭在赵紫阳“内阁”中出任中国人民银行行长，中国人民银行理事会理事长。1985年3月，他又被安排出任中华人民共和国审计署审计长。1994年4月，已达到部长级干部退休年龄的吕培俭，离开了已工作九年的审计长职位；被任命为国家开发银行监事会主席。1998年3月，吕培俭当选为第九届全国政协常委。其秘书肖钢后出任中国人民银行副行长、中国银行及中银香港董事长、中国证券监督管理委员会主席和党委书记等职务。